# Litoria havina
Litoria havina – gatunek płaza bezogonowego z podrodziny Pelodryadinae w rodzinie rzekotkowatych (Hylidae). Endemit Nowej Gwinei.

## Występowanie
Wyróżnić można 3 oddzielne oddalone od siebie znacznie miejsca, w których stwierdzono ten gatunek: jedno znajduje się w Papui-Nowej Gwinei, inne w Indonezji, a kolejne na granicy tych dwóch państw, przy czym wszystkie 3 leżą na Nowej Gwinei. Należy więc wymienić w Papui-Nowej Gwinei góry Star Mountains, a dokładniej ich południowe stoki, prowincję Southern Highlands oraz indonezyjskie góry Wondiwoi na półwyspie Wandamen w prowincji Papua. Gatunek występuje w przedziale wysokości 300–1300 m n.p.m.
Siedliskiem tej przedstawicielki rzekotkowatych są bagna w obrębie lasów deszczowych. Potrafi przetrwać w środowisku zmienionych przez człowieka.

## Rozmnażanie
Do celów rozrodczych wybierane są niewielkie zbiorniki wodne, nieraz rowy. Samica składa jaja na liściach zwisających nad powierzchnią wody, a kijanki wpadają do niej po wykluciu się.

## Status
Lokalnie gatunek występuje bardzo licznie.
Jego całkowita liczebność nie zwiększa się ani też nie obniża.